# Opper-Lausitzs voetbalkampioenschap 1924/25 (Zuidoost-Duitsland)
In 1924/25 werd het tiende Opper-Lausitzs voetbalkampioenschap gespeeld, dat georganiseerd werd door de Zuidoost-Duitse voetbalbond. 
Saganer SV werd kampioen en plaatste zich voor de Zuidoost-Duitse eindronde. De eindronde werd in groepsfase gespeeld en de club werd voorlaatste.

## Bezirksliga
| Plaats | Club                     | Wed. | W  | G | V  | Saldo | Ptn   |
| ------ | ------------------------ | ---- | -- | - | -- | ----- | ----- |
| 1.     | Saganer SV               | 14   | 12 | 1 | 1  | 34:8  | 25:3  |
| 2.     | STC Görlitz              | 14   | 11 | 2 | 1  | 45:9  | 24:4  |
| 3.     | SVgg Gelb-Weiß Görlitz   | 14   | 8  | 3 | 3  | 24:16 | 19:9  |
| 4.     | VfB Sorau                | 14   | 6  | 2 | 6  | 22:32 | 14:14 |
| 5.     | VfB Lauban               | 14   | 3  | 3 | 8  | 30:31 | 9:19  |
| 6.     | Sportfreunde Seifersdorf | 14   | 2  | 3 | 9  | 21:30 | 7:21  |
| 7.     | Görlitzer SV 1912        | 14   | 3  | 1 | 10 | 26:49 | 7:21  |
| 8.     | SV Hirschberg 1919       | 14   | 3  | 1 | 10 | 17:44 | 7:21  |

|  | Kampioen, geplaatst voor Zuidoost-Duitse eindronde              |
|  | Promotie/degradatie play-off                                    |
|  | Speelt vanaf volgend seizoen in de Bezirksliga Bergland 1925/26 |

Er werden op 2 en 9 augustus wedstrijden gespeeld tussen Sportfreunde Seifersdorf en kampioen van de 1. Klasse SC Halbau. Er zijn geen uitslagen bekend, maar aangezien de Sportfreunde het komende seizoen opnieuw in de Bezirksliga aantraden kan men ervan uitgaan dat zij deze gewonnen hebben. 